# (11141) Jindrawalter
(11141) Jindrawalter est un astéroïde de la ceinture principale.

## Description
(11141) Jindrawalter est un astéroïde de la ceinture principale. Il fut découvert le 12 janvier 1997 à l'Observatoire Kleť par Jana Tichá et Miloš Tichý. Il présente une orbite caractérisée par un demi-grand axe de 2,60 UA, une excentricité de 0,33 et une inclinaison de 13,0° par rapport à l'écliptique.

## Compléments